# Aglaia lepidopetala
Aglaia lepidopetala är en tvåhjärtbladig växtart som beskrevs av Hermann August Theodor Harms. Aglaia lepidopetala ingår i släktet Aglaia och familjen Meliaceae. Inga underarter finns listade i Catalogue of Life.